# Tháng 9 năm 2014
Tháng 9 năm 2014 là tháng thứ chín của năm, bắt đầu bằng một ngày thứ hai và kết thúc sau 30 ngày vào một ngày thứ ba.

## Chủ đề:Thời sự
| 24 tháng 02, 2025 Thảm hoạ và tai nạn - Ít nhất 70 người mất tích sau khi chiếc phà MV Maharlika II chìm ngoài khơi Leyte của Philippines. (AFP via Channel News Asia) - Mùa bão Thái Bình Dương 2014 - Bão Kalmaegi đổ bộ vào khu vực đông bắc Philippines. Cảnh báo lũ lụt và lở đất đã được đưa ra. (AP thông qua Daily Mail) |

Kinh doanh và kinh tế
- Microsoft đồng ý mua lại công ty Thuỵ Điển Mojang, hãng sản xuất trò chơi Minecraft, với giá 2,5 tỷ USD. (AP)

|}
Đụng độ có vũ trang và tấn công
- Một quả bom phát nổ tại thủ đô Kabul của Afghanistan khiến ít nhất 3 binh sĩ quốc tế thiệt mạng và năm người bị thương. (BBC), (Reuters), (AP)

Thảm họa và tai nạn
- Mười hai nghìn người phải đi sơ tán khỏi vùng gần Núi lửa Mayon ở đảo Luzon của Philippines vì lo ngại núi lửa phun trào. (Reuters via Time)
- Mùa bão Thái Bình Dương 2014
  - Bão Kalmaegi quét qua Hong Kong sau khi khiến sáu người thiệt mạng ở Philippines hôm thứ 7. (PTI via The Hindu)

|}
|valign="top"   style="width:250px"|

## Sự kiện đang diễn ra

### Thảm họa
- Khủng hoảng khí hậu
- Đại dịch COVID-19
- Động đất Bán đảo Noto 2024

### Kinh tế
- Tình trạng thiếu chip toàn cầu 2020–nay
- Khủng hoảng năng lượng 2021–2023
- Gia tăng lạm phát 2021–2023
- Khủng hoảng lương thực 2022–2023
- Khủng hoảng tiền tệ Argentine

### Chính trị
- Khủng hoảng biên giới Belarus−Liên minh châu Âu
- Biểu tình Mahsa Amini
- Biểu tình Myanmar
- Nga xâm lược Ukraina 2022
- Khủng hoảng Bắc Kosovo
- Khủng hoảng chính trị Peru
- Bê bối tham nhũng của Qatar tại Nghị viện châu Âu
- Tranh chấp khí đốt Nga−Liên minh châu Âu
- Khủng hoảng tị nạn Ukraina
- Biểu tình phản đối lệnh cấm phá thai ở Hoa Kỳ

### TạiViệt Nam
- Vụ án sai phạm tại Công ty cổ phần Công nghệ Việt Á
- Vụ chuyến bay "giải cứu" công dân trở về nước do đại dịch COVID-19
- Cưỡng bức lao động Việt Nam tại Campuchia

## Xung đột đang diễn ra

### Toàn cầu
- Cuộc chiến chống Nhà nước Hồi giáo

### Châu Phi
- Angola
  - Chiến tranh Cabinda
- Cameroon
  - Nội chiến Cameroon
- Cộng hòa Trung Phi
  - Nội chiến
- Cộng hòa Dân chủ Congo
  - Cuộc nổi dậy của Lực lượng Đồng minh Dân chủ
  - Xung đột Ituri
  - Xung đột Kivu
  - Cuộc nổi dậy của Quân kháng chiến của Chúa
- Ethiopia
  - Xung đột Oromo
- Mozambique
  - Cuộc nổi dậy tại Cabo Delgado
- Sahel
  - Cuộc nổi dậy tại Burkina Faso
  - Chiến tranh Mali
- Senegal
  - Xung đột Casamance
- Nội chiến Somali
  - Sự can thiệp của Hoa Kỳ
- Sudan
  - Xung đột Nam Kordofan
  - Chiến tranh Darfur
- Tây Sahara
  - Khủng hoảng Guerguerat

### Châu Mỹ
- Colombia
  - Xung đột
- Mexico
  - Chiến tranh ma túy México
- Paraguay
  - Nổi dậy ở Paraguay
- Peru
  - Xung đột ở Peru

### Châu Á-Thái Bình Dương
- Afghanistan
  - Xung đột Nhà nước Hồi giáo–Taliban
  - Cuộc nổi dậy của Đảng Cộng hòa
- Ấn Độ
  - Nổi dậy ở Jammu và Kashmir
  - Nổi dậy ở Đông Bắc Ấn Độ
  - Cuộc nổi dậy Naxalite–Maoist
- Indonesia
  - Xung đột Papua
- Myanmar
  - Xung đột nội bộ
  - Xung đột Kachin
  - Xung đột Karen
  - Xung đột Rohingya
- Pakistan
  - Nổi dậy ở Balochistan
  - Nổi dậy ở Khyber Pakhtunkhwa
- Philippines
  - Cuộc nổi dậy của Đảng Cộng sản
  - Xung đột Moro
  - Cuộc chiến chống ma túy ở Philippines
- Thái Lan
  - Bạo loạn miền Nam Thái Lan

### Châu Âu
- Ukraina–Nga
  - Nga xâm lược Ukraina 2022

### Trung Đông
- Ai Cập
  - Cuộc nổi dậy Sinai
- Iran và Vịnh Ba Tư
  - Cạnh tranh ảnh hưởng giữa Ả Rập Xê Út và Iran
- Xung đột Israel–Palestine
- Syria
  - Can thiệp của Hoa Kỳ và đồng minh
  - Can thiệp quân sự của Nga
- Yemen và Ả Rập Xê Út
  - Yemeni Civil War
  - Can thiệp của Ả Rập Xê Út ở Yemen

## Giới thiệu
Thế giới mà chúng ta biết đang thay đổi hàng ngày, hàng giờ. Khác với những bộ bách khoa toàn thư bằng giấy, Wikipedia có thể được cập nhật ngay trong khi một sự kiện đang diễn ra. Và để đưa thế giới đến gần người dùng, Cổng thông tin: Thời sự hay Chủ đề: Thời sự đã được ra đời nhằm cung cấp những sự kiện nổi bật mới xảy ra. Nếu như bạn đang biết một sự kiện chưa kể tại đây, hãy cập nhật ngay cùng Wikipedia nhé!
|}